# Ontwerpspecificatie
Een ontwerpspecificatie is een document waarin de ontwerpkarakteristieken opgesomd worden. Dit document is de basis waartegen een product of dienst ontwikkeld wordt.
Elke vakrichting hanteert haar eigen manier om van een ontwerp een specificatie te maken. In de bouw wordt het een bestek of een Programma van eisen (en wensen) (PvE), genoemd. In de machine- en apparatenbouw wordt vaak een tekening gebruikt. Omdat vroeger de tekeningen op een blauwe ondergrond, waarop witte lijnen te zien waren, werden afgedrukt heette zo een tekening blauwdruk (Engels: blueprint).

Het DNA, een door de natuur gebruikte ontwerpspecificatie.

Wat alle ontwerpspecificaties gemeen hebben is dat ze tot in detail het ontwerp vastleggen.
Een veel gebruikte indeling is de volgende:
1. Een opsomming van de randvoorwaarden. Dit kan als voorbeeld de productiekostprijs, de ontwikkeltijd, het te gebruiken productievoortbrengproces of de doelgroep zijn.
2. Een opsomming van de functies. Functies zijn abstracte begrippen die een toestandsverandering beschrijven. De functie van een gloeilamp is het verlichten van de omgeving.
3. Een opsomming van de eisen. Eisen zijn fysische meetbare grootheden. Dit kan de levensduur in jaren, de sterkte in N en de kostprijs in euro zijn.
4. Een opsomming van wensen. Wensen zijn meestal niet fysische, niet meetbare eisen. Bijvoorbeeld, dat een product mooi moet zijn.